# كأس تيكساكو

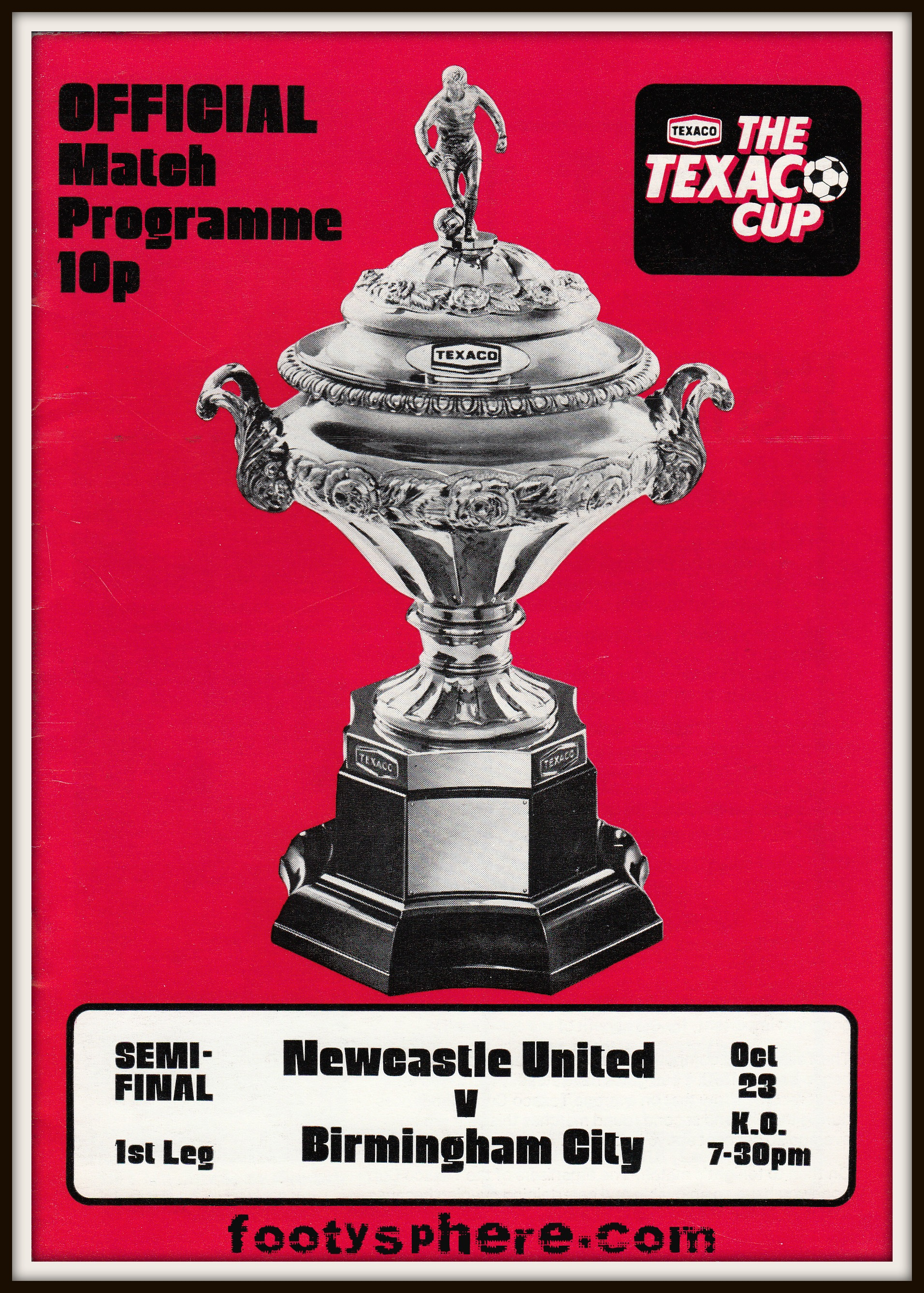
برنامج لنصف نهائي كأس تكساكو 1974-1975 بين نيوكاسل يونايتد وبرمنغهام سيتي

كان كأس تيكساكو (الاسم الراعي مسابقة مجلس الدوري الدولي) ، عبارة عن مسابقة كرة قدم مشتركة تضم أندية من إنجلترا واسكتلندا وأيرلندا  لم تكن مؤهلة للمشاركة في المسابقات الأوروبية. 
كانت واحدة من أوائل مسابقات كرة القدم التي حصلت على الرعاية، حيث حصلت على اسم شركة النفط الأمريكية تيكساكو مقابل 100 ألف جنيه إسترليني، وتم تأسيسها للمساعدة في الترويج لشراء تيكساكو سلسلة محطات تعبئة ريجنت.  انسحبت الأندية الإيرلندية والأيرلندية الشمالية من المنافسة بعد 1971-1972 بسبب الضغوط السياسية،  تنافست في كأس تكساكو (كل أيرلندا) المنفصل في 1973-1974 و1974-1975. 
تراجعت الحشود في المسابقة بعد المواسم القليلة الأولى،  وأصبح الكأس الإنجليزي الإسكتلندي من 1975 إلى 1976 بعد انتهاء رعاية تيكساكو. 

## النظام
خلال المواسم الأربعة الأولى، تم لعبها كبطولة إقصائية مباشرة، حيث دخل ستة عشر ناديًا، وكانت جميع المباريات بنظام الذهاب والإياب. في الموسم الأخير من المسابقة، لعب 16 ناديًا إنجليزيًا في نظام المجموعات قبل انضمام أربع أندية اسكتلندية إلى مرحلة خروج المغلوب. 

## قائمة نهائيات
المصدر: 
| الموسم | الفائزين            | الوصيف             | النتيجة الإجمالية |
| ------ | ------------------- | ------------------ | ----------------- |
| 1971   | ولفرهامبتون واندررز | هارت أوف ميدلوثيان | 2-3               |
| 1972   | ديربي كاونتي        | أيردرايونيانس      | 1-2               |
| 1973   | ايبسويتش تاون       | نورويتش سيتي       | 2-4               |
| 1974   | نيوكاسل يونايتد     | بيرنلي             | 1-2               |
| 1975   | نيوكاسل يونايتد     | ساوثامبتون         | 1-3               |

كل النهائيات لعبت على مباراتين إلا في 1973-1974

## روابط خارجية
- كأس Texaco (وكأس الأنجلو الإسكتلندي) النتائج في RSSSF